# 마크 홀렌더
마크 홀렌더(Marc Hollender)은 미국의 정신과 의사이다.

## 같이 보기
- 미국정신의학협회
- 토마스 사스